# Korte
Korte (italijansko Corte d'Isola) so naselje z 845 prebivalci (2020) v Slovenski Istri, ki upravno spada pod Občino Izola.
Korte so največje naselje izolskega zaledja. V župnijski cerkvi sv.
Antona Puščavnika so lepi baročni oltarji, glagolaški napisi na kustodiji pa so iz leta 1468.
Leta 1472 so ime kraja zapisali kot »Kurte« v testamentu Dominika Gardine, kjer zapušča hišo in vinograd hčerki Marini, denar za hčer pa cerkvi sv. Antona.
Korte so vas z značilnim istrskim videzom in so središče izolskega podeželja, sedež župnije in krajevne skupnosti. Naselje je sestavljeno iz dveh delov: Gornje vasi (mlajše) in Dolnje vasi. Pripadajo ji po okolnem gričevju raztreseni zaselki Čedlje, Draga, Gočán, Médoši, Morgáni, Pašljón, Slami in Stara vas. Večina zaselkov leži na pretežno zavetno sončni legi, Čedlje in Dolnja vas pa sta na udaru burje.
V Kortah je živelo leta 1998 563 prebivalcev, 2020 pa že 845. Po podatkih iz leta 1968 se je s kmetijstvom ukvarjalo le 6% aktivnih prebivalcev.
Strnjeno pozidana slemenska vas z razgledom na alpski in dinarski svet se nahaja na nadmorski višini 224 metrov na južnem delu Malíjske planote. Vas stoji stisnjena na ozkem slemenu nad dolino Drnice nasproti Padni, pod njo cesta vodi v južno Istro. V Podpadni se odcepi strma in ovinkasta pot, ki vodi preko Kort in Čedelj v Izolo ali Portorož. Nad tem križiščem se dviga obsežno gradišče, imenovano Kašler (Kaštelir). 
Svet je iz fliša (laporji in peščenjaki), ki nudi dovolj tople preperine, da lahko dalj časa zadržuje vlago. Pobočja so zaradi močnih nalivov ljudje spremenili v terase in vse sončne lege zasadili toploljubimi kulturami.
Nižje v dolini Drnice so že apnenci (terciarni z numuliti in alveolinami).
V Dolnji vasi, kjer so hiše na »pomolu« stisnjene okoli Jugna ob ulici, izstopata hiša »nebotičnik«, mimo katere zavije pot na glavno cesto Koper-Buje, in hiša mestnega baročnega značaja iz leta 1738. Vzporedno s staro župnijsko zatem pa slovensko ljudsko šolo iz leta 1819 stoji druga stavba ljudske šole iz let 1907-1979, danes gostišče (hostel) Stara šola Korte.
V Gornji vasi je župnijska cerkev sv. Antona Puščavnika z Bigoccijevimi baročnimi oltarji iz leta 1762. V cerkvi je tudi glagolski napis Paskvala Molce iz leta 1468 in plošča v latinščini iz leta 1812 »iliru« Petru Benedettiju, ki je leta 1797 nad staro zgradil večjo cerkev in leta 1799 postavil zvonik.
Cerkev je leta 1939 s freskami poslikal Virgil Pitscheider, sodoben oltar pa leta 1983 projektiral arhitekt Kvaternik.
Na južnih pobočjih so oljčniki in vinogradi, med njimi rastejo tudi smokovci, mandljevci, orehovci, žižule, breskve, slive, češnje, kakiji. Pridelujejo refošk, predvsem pa bela vina, brgonjo in malvazijo. V zadnjih letih se strmo dviguje zanimanje za oljkarstvo, vsako leto več domačinov odpira svoje torklje.
Južno pobočje pod Kortami- Súje, je poraslo z nizko hosto.
Ker je zaradi slemenske lege v naseljih primanjkovalo vode, so nekoč hodili k studencem v Brnjico, Fatljak, pod Kašler, v Brest in Ženeštro, v suši so jo dovažali iz Bele vode, Podpadne ali celo oddaljenih Sečovelj. Živino so nekoč napajali v kalih.
Po prvi svetovni vojni so za vodovod zajeli Brnjico, po drugi svetovni vojni so zgradili vaški zbiralnik s kapnico, od 1963 imajo vodovod iz Bresta.
Zaradi industrializacije obalnega pasu se je v šestdesetih letih 20. stoletja vedno več ljudi zaposlovalo v ribji industriji, izolski Mehanotehniki, v koprskem Tomosu ... drugod v Izoli, Piranu in Kopru, po osamosvojitvi Slovenije in posodobitvi kraja (cesta, vodovod) pa so se ljudje začeli vračati na podeželje in mladi ostajajo doma.
V Čedljah sta dve odlični gostilni: petičnejše goste bodo razvajali v spodnji, Hiši torkla, v Zadružnem domu pa je zelo cenjena in obiskana Gostilna Korte.
Zaradi porasta števila rojstev je domača Podružnična šola OŠ Vojke Šmuc postala pretesna, zato so ji v letu 2018 prizidali nove učilnice.
V letu 2018 je bila dvorana Zadružnega doma dokončno obnovljena, primerno osvetljena, klimatizirana za poletne in zimske prireditve, zelo pa je bila izboljšana tudi njena akustičnost.

## Galerija
- Dvorišče in vodnjak za cerkvijo
- Cerkev sv. Antona Puščavnika

## Vaški prazniki
- Koledovanje otrok z voščili in običajem "dobra roka" na novega leta dan
- Praznovanje farnega zaščitnika, sv. Antona Puščavnika (17. januarja) - zjutraj svečana maša, popoldne ples z zahvalo vaške skupnosti pevcem za nastope v preteklem letu
- Pustovanje (obiskovanje mačkar na domovih; cunjasta in bela oblačila; v zahvalo za obisk in dobre želje - nabirka jajc, klobas in vina)
- Oljčna akcija - v zadnjih letih domačini 14 dni pred cvetno nedeljo pripravljajo butare oljčnih vejic, ki jih razpošljejo sorodnim skupnostim iz notranjosti Slovenije. Akcija spodbuja duha povezovanja in solidarnosti med ljudmi
- Žegnanje jedi na velikonočno soboto
- Picanje pirhov na veliko noč (v'z'n)
- Dišpete: v noči na prvomajsko soboto fantje nagajajo dekletom, kmetom ...
- Kresovanje za sv. Janeza Krstnika (24. junij), danes tudi proslava dneva državnosti
- Opasilo (tretja nedelja v oktobru) - nekoč je bil to vaški praznik s plesom, v zadnjih treh desetletjih se priredi večjo kulturno prireditev (koncert, predstavitev novo izšle knjige, gledališko predstavo, potopisno predavanje ...)
- Zbiranje svojcev in blagoslavljanje grobov za vse svete (1. 11. - dan spomina na mrtve)
- Božična vilja /večerja z raznovrstno zelenjavo, bakalajem na belo, palento, fritlami/ in odhod k polnočnici